# Jerome Thoms
Pour les articles homonymes, voir Thoms.
Jerome Thoms, né le 7 octobre 1907 à Baltimore (Maryland) et mort le 1er novembre 1977 à Fredericksburg (Texas), est un monteur américain (parfois crédité par son surnom Jerry Thoms).

## Biographie

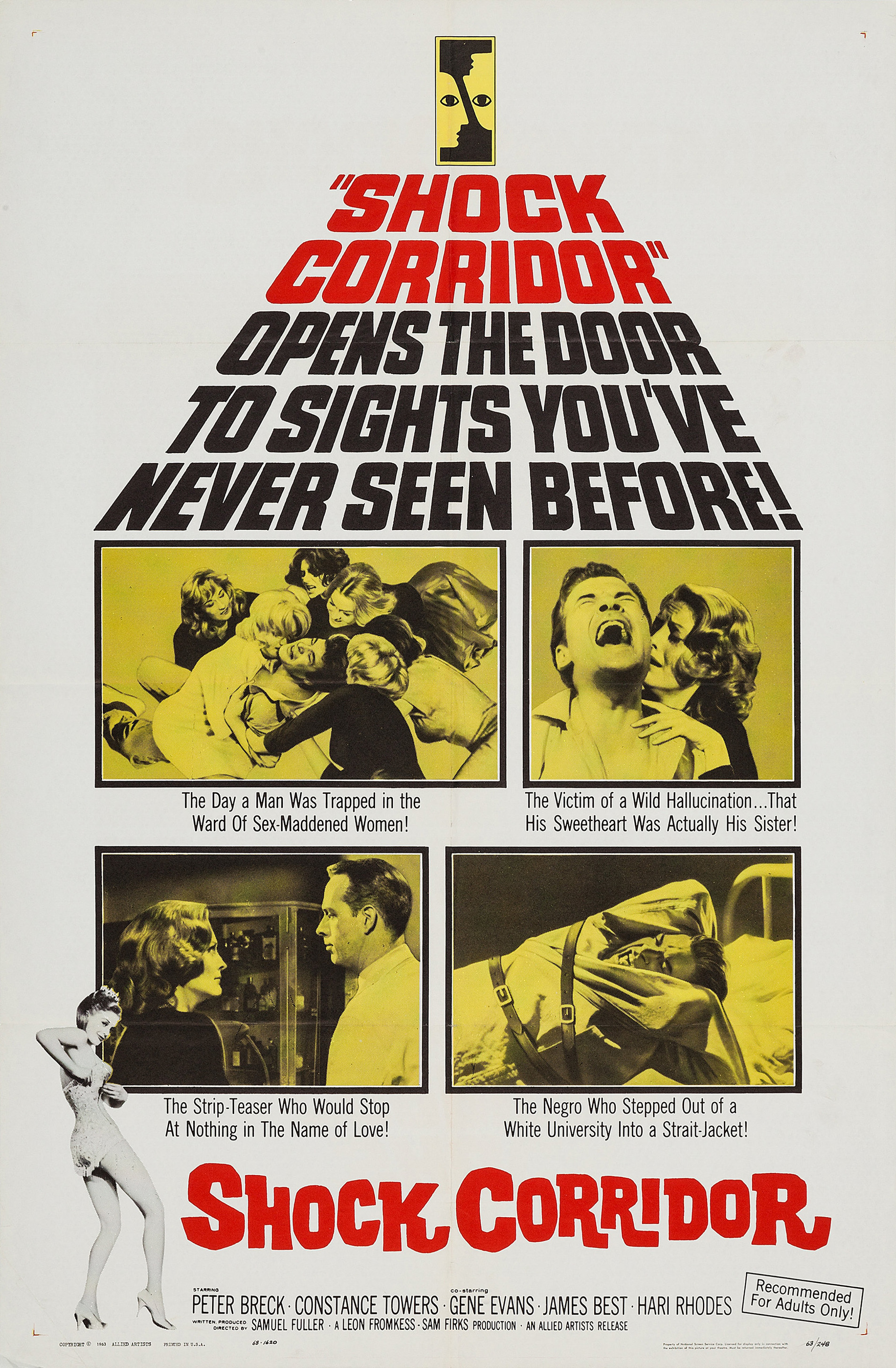
Shock Corridor (1963)

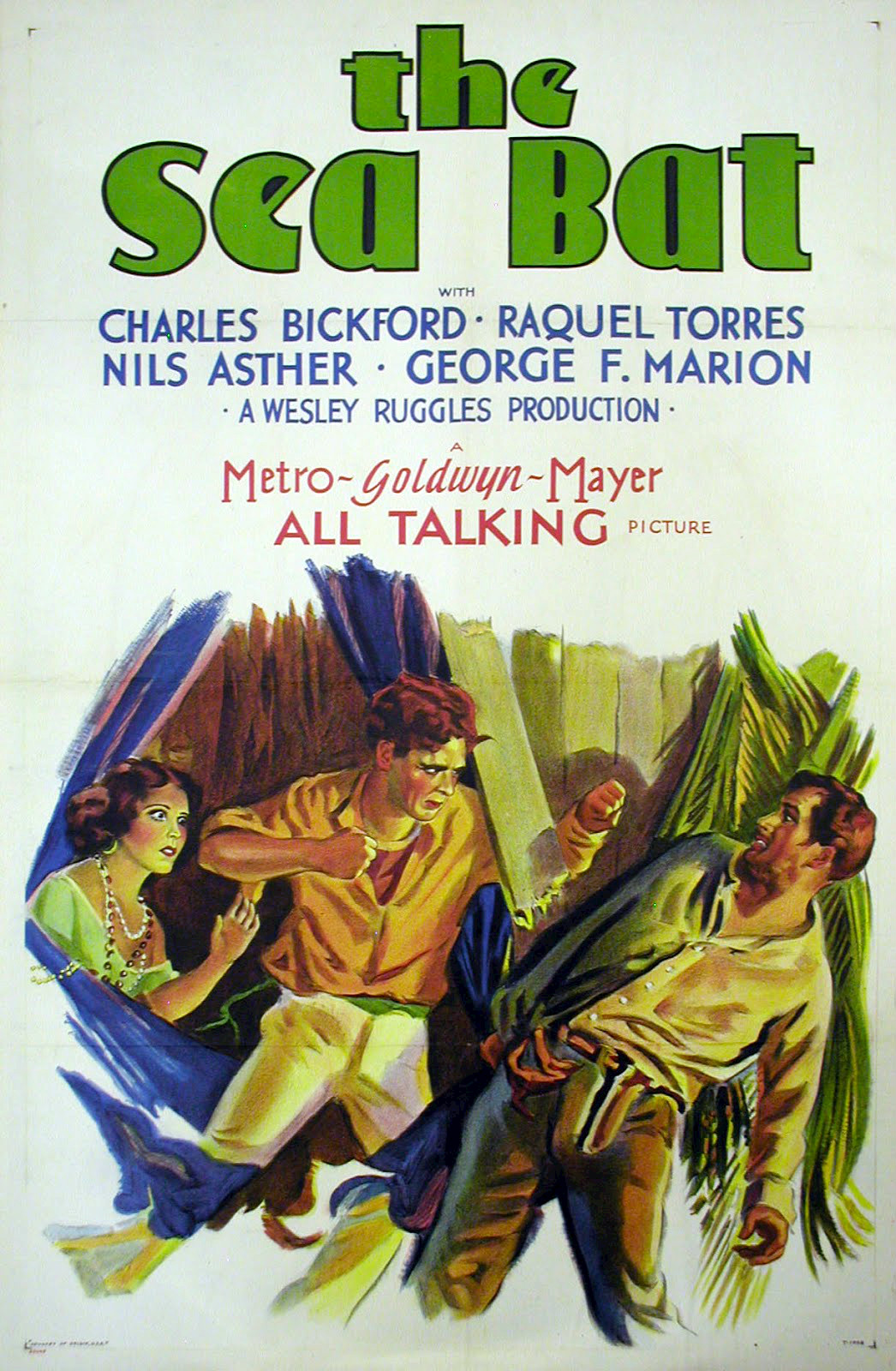
Le Démon de la mer (1930)

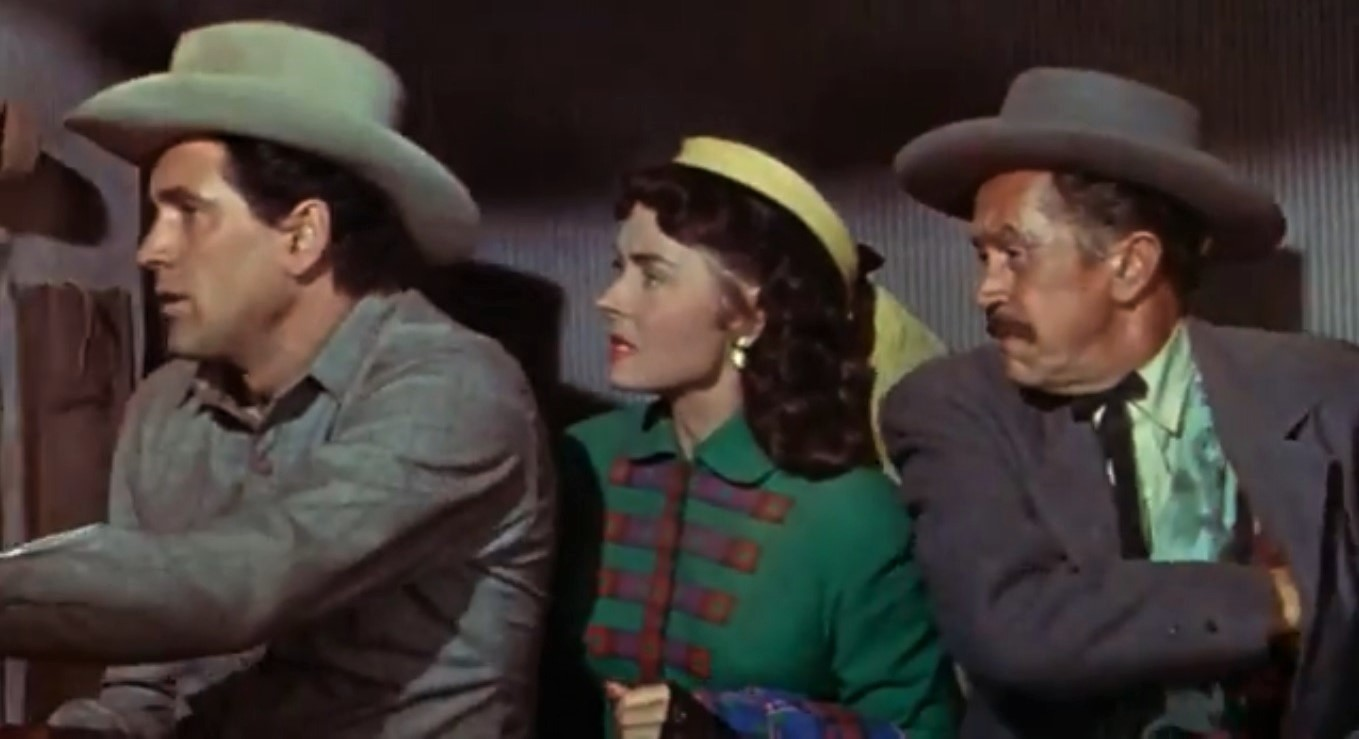
Bataille sans merci (1953), avec Rock Hudson, Donna Reed et Forrest Lewis (de g. à d.)

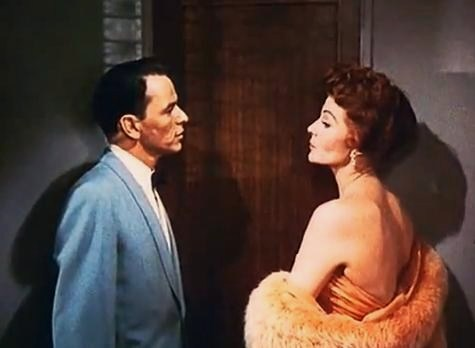
La Blonde ou la Rousse (1957),
avec Frank Sinatra et Rita Hayworth

Jerome Thoms débute comme monteur sur Le Démon de la mer de Lionel Barrymore et Wesley Ruggles (1930). Suivent cent-vingt-cinq autres films américains (notamment des westerns et principalement au sein de la Columbia Pictures) à ce poste, dont Escape in the Fog d'Oscar Boetticher Jr. (1945), Bataille sans merci de Raoul Walsh (1953), Plus dure sera la chute de Mark Robson (1956), La Blonde ou la Rousse de George Sidney (1957) et Shock Corridor de Samuel Fuller (1963). Le dernier film qu'il monte est Police spéciale du même Fuller (1964).
La Blonde ou la Rousse lui vaut en 1958 son unique nomination à l'Oscar du meilleur montage (qu'il ne gagne pas).
Pour la télévision américaine, il est monteur sur trois séries, la première en 1954 ; la dernière est la série-western Rawhide (un épisode, 1965).
Désormais retiré, Jerome Thoms meurt en 1977, à 70 ans.

## Filmographie partielle

### Cinéma
- 1930 : Le Démon de la mer (The Sea Bat) de Lionel Barrymore et Wesley Ruggles
- 1941 : She's Oil Mine de Jules White (court métrage)
- 1941 : General Nuisance de Jules White (court métrage)
- 1943 : Dangerous Blondes de Leigh Jason
- 1945 : Fuite dans la brume (Escape in the Fog) de Oscar Boetticher Jr.
- 1949 : L'Homme de main (Johnny Allegro) de Ted Tetzlaff
- 1949 : Miss Grain de sel (Miss Grant Takes Richmond) de Lloyd Bacon
- 1950 : Les Cinq Gosses d'oncle Johnny (Father Is a Bachelor) de Norman Foster et Abby Berlin (en)
- 1950 : The Killer That Stalked New York d'Earl McEvoy
- 1950 : Le Marchand de bonne humeur (The Good Humor Man) de Lloyd Bacon
- 1951 : L'Épée de Monte Cristo (Mask of the Avenger) de Phil Karlson
- 1952 : Le Proscrit (The Brigand) de Phil Karlson
- 1953 : Bataille sans merci (Gun Fury) de Raoul Walsh
- 1953 : Le Roi pirate (Prince of Pirates) de Sidney Salkow
- 1954 : Le destin est au tournant (Drive a Crooked Road) de Richard Quine
- 1955 : Le Souffle de la violence (The Violent Men) de Rudolph Maté
- 1955 : Le monstre vient de la mer (It Came from Beneath the Sea) de Robert Gordon
- 1956 : Plus dure sera la chute (The Harder They Fall) de Mark Robson
- 1956 : La Vengeance de l'Indien (Reprisal!) de George Sherman
- 1957 : La Blonde ou la Rousse (Pal Joey) de George Sidney
- 1957 : Commando dans la mer du Japon (Hellcats of the Navy)
- 1957 : Un seul amour (Jeanne Eagels) de George Sidney
- 1958 : Tarawa, tête de pont (Tarawa Beachhead) de Paul Wendkos
- 1958 : Le Salaire de la violence (Gunman's Walk) de Phil Karlson
- 1958 : Le Septième Voyage de Sinbad (The 7th Voyage of Sinbad) de Nathan Juran
- 1958 : Le Ballet du désir (Screaming Mimi) de Gerd Oswald
- 1959 : Le Kimono pourpre (The Crimson Kimono) de Samuel Fuller
- 1959 : Le Salaire de la haine (Face of a Fugitive) de Paul Wendkos
- 1959 : La Chevauchée de la vengeance (Ride Lonesome) de Budd Boetticher
- 1959 : Le Secret du Grand Canyon (Edge of Eternity) de Don Siegel
- 1959 : Terre de violence (Good Day for a Hanging) de Nathan Juran
- 1960 : The Boy and the Pirates de Bert I. Gordon
- 1961 : Les Bas-fonds new-yorkais (Underworld U.S.A.) de Samuel Fuller
- 1961 : Twist Around the Clock d'Oscar Rudolph
- 1962 : Le Trappeur des grands lacs (The Pathfinder) de Sidney Salkow
- 1962 : Fureur à l'ouest (The Wild Westerners) d'Oscar Rudolph
- 1962 : Les Internes (The Interns) de David Swift
- 1963 : Shock Corridor de Samuel Fuller
- 1963 : Le Collier de fer (Showdown) de R. G. Springsteen
- 1964 : Police spéciale (The Naked Kiss) de Samuel Fuller

### Télévision
- 1965 : Rawhide, saison 7, épisode 16 La Dernière Heure (Incident of A Time for Waiting)

## Distinction
- 1958 : Nomination (partagée avec Viola Lawrence) à l'Oscar du meilleur montage, pour La Blonde ou la Rousse